# Far er død nu
Far er død nu er en dansk kortfilm fra 2016 instrueret af Anton Carey Bidstrup.

## Medvirkende
- Søren Poppel, John Verner
- Marianne Tønsberg, Mor
- Søren Thomsen, Far
- Louise Herbert, Eks-kone
- Niels-Martin Eriksen, Ny mand
- Stina Simone Larsen, Kollega 1
- Lise Bove, Kollega 2
- Gerard Carey Bidstrup, Krematoriemedarbejder
- Søren Maribo, Far
- Viggo Maribo, Søn
- Klaus Gottinger, Drabsbilist
- Milla Carey Korsgaard, Datter
- Vilfred Carey Drasbæk, Søn